# Highland Park (Nouvelle-Zélande)
Highland Park est une banlieue de la cité d’Auckland, située dans l’île du Nord de la Nouvelle-Zélande .

## Situation
Elle est localisée entre les banlieues de Howick et de Pakuranga.

## Municipalités limitrophes
Elle appartient de fait à la banlieue de Pakuranga, qui est habituellement représentée par Simeon Brown (en). 

## Population
La localité  avait 6 574 habitants lors du recensement de 2018 en Nouvelle-Zélande.